# Алимов, Сергей Александрович
Али́мов Серге́й Алекса́ндрович (25 апреля 1938, Москва — 17 декабря 2019, Москва) — советский и российский художник мультипликационного кино, график. Член-корреспондент Академии Художеств СССР (1991), профессор ВГИКа (1994), действительный член Российской академии художеств (2002); Народный художник Российской Федерации (1999); лауреат Государственной премии Российской Федерации (2002), член Российской академии кинематографических искусств.

## Биография
Родился 25 апреля 1938 года в семье архитектора Александра Сергеевича Алимова и художницы Натальи Яковлевны Гембицкой. В 1953—1957 годы учился в Московской средней художественной школе (МСХШ), в 1957—1963 годы — на художественно-постановочном факультете ВГИКа. Стажировался на студии «Загреб-фильм». Преподавателями его были Юрий Иванович Пименов, Борис Николаевич Яковлев, Иван Петрович Иванов-Вано.
В 1962—1974 годы работал на киностудии «Союзмультфильм» художником-постановщиком, сотрудничал с Фёдором Савельевичем Хитруком, Валентином Александровичем Караваевым. В 1988—1991 годы — секретарь правления Союза Художников СССР. С 1994 года профессор ВГИКа, с 1999 года — главный художник Государственного Академического Центрального театра кукол имени Образцова.
Художник-постановщик ряда спектаклей в Московском театре сатиры, Театре имени Моссовета, театр кукол имени С. В. Образцова и других драматических и кукольных театрах.
В своей работе применял технику перекладки. Автор иллюстраций более чем к 100 книгам, среди которых «Мёртвые души» Н. В. Гоголя («Вита Нова», 2013), «Господа Головлёвы» М. Е. Салтыкова-Щедрина, «История одного города» М. Е. Салтыкова-Щедрина («Вита Нова», 2010), «Приключения барона Мюнхгаузена».
Преподавал во ВГИКе (ранее — в Школе-студии МХАТ и Академии Натальи Нестеровой).
Ушёл из жизни 17 декабря 2019 года. Похоронен в Москве на Троекуровском кладбище (участок 21).

### Общественная позиция
В марте 2014 года поддержал аннексию Крыма, подписал письмо президенту России Владимиру Путину в поддержку аннексии

## Награды и премии
- Орден Дружбы (6 декабря 2019 года) — за большой вклад в развитие отечественной культуры и искусства, многолетнюю плодотворную деятельность[7]
- Народный художник Российской Федерации (4 марта 1999 года) — за большие заслуги в области искусства[8]
- Заслуженный художник РСФСР (25 октября 1983 года) — за заслуги в области советского изобразительного искусства[9]
- Государственная премия Российской Федерации 2001 года в области изобразительного искусства (10 июня 2002 года) — за работы по произведениям классиков русской литературы А. С. Пушкина, Н. В. Гоголя, М. Е. Салтыкова-Щедрина, М. А. Булгакова[10].
- Премия Правительства Российской Федерации в области культуры (23 декабря 2013 года) — за цикл графических иллюстраций к книге Н.В.Гоголя «Мёртвые души»[11]
- Премия Правительства Российской Федерации в области культуры (26 декабря 2023 года, посмертно) — за постановку спектакля «Я — Сергей Образцов»[12]
- «Серебряный приз» Международного кинофестиваля в Варне за эскизы декораций к мультфильму «Премудрый пескарь» (1980, Болгария).
- Серебряная медаль АХ СССР за эскизы к мультфильму «История одного города».

## Фильмография (выборочно)

### режиссёр
- 1969 — Вятская лошадка (ролик по заказу ЦТ)[13] (СССР)
- 1970 — Жертва стандарта (в сб. Калейдоскоп-70) (СССР)
- 1973 — Умельцы (в к/а Фитиль № 128) (СССР)

### сценарист
- 1969 — Вятская лошадка (СССР) совместно с Р. А. Страутмане
- 1991 — История одного города. Органчик (СССР) совместно с В. А. Караваевым

### Художник-постановщик
- 1962 — История одного преступления (СССР)
- 1964 — Топтыжка (СССР)
- 1965 — Каникулы Бонифация (СССР)
- 1966 — Человек в рамке (СССР)
- 1967 — Отелло-67 (СССР)
- 1969 — Вятская лошадка (СССР) совместно с Б. А. Акулиничевым
- 1970 — Жертва стандарта (в сб. Калейдоскоп-70) (СССР)
- 1973 — Умельцы (в к/а Фитиль № 128) (СССР)
- 1979 — Премудрый пескарь (СССР) совм. с Г. В. Аркадьевым
- 1991 — История одного города. Органчик (СССР) совм. с Г. В. Аркадьевым